# Миленко Ачимович
Миленко Ачимович (словен. Milenko Ačimovič, нар. 15 лютого 1977, Любляна) — словенський футболіст, півзахисник.

## Клубна кар'єра
У дорослому футболі дебютував у 1996 році виступами за команду клубу «Любляна», в якій відіграв лише 3 матчі чемпіонату. 
Протягом 1996—1998 років захищав кольори команди клубу «Олімпія» (Любляна).
Своєю грою за останню команду привернув увагу представників тренерського штабу клубу «Црвена Звезда», до складу якого приєднався у 1998 році. Відіграв за белградську команду наступні чотири сезони своєї ігрової кар'єри. Більшість часу, проведеного у складі «Црвени Звезди», був гравцем основного складу команди. У складі «Црвени Звезди» був одним з головних бомбардирів команди, маючи середню результативність на рівні 0,33 голу за гру першості.
Протягом 2002—2004 років грав в Англії, де захищав кольори команди клубу «Тоттенхем Хотспур».
У 2004 році уклав контракт з французьким клубом «Лілль», у складі якого провів наступні два роки своєї кар'єри гравця. Граючи у складі «Лілля» здебільшого виходив на поле в основному складі команди.
Протягом 2006—2007 років захищав кольори команди саудівського клубу «Аль-Іттіхад».
У 2007 році перейшов до «Аустрії» (Відень), за який відіграв 3 сезони. Тренерським штабом нового клубу також розглядався як гравець «основи». Завершив професійну кар'єру футболіста виступами за команду «Аустрія» у 2010 році.

## Виступи за збірну
У 1998 році дебютував в офіційних матчах у складі національної збірної Словенії. Протягом кар'єри у національній команді, яка тривала 10 років, провів у формі головної команди країни 74 матчі, забивши 13 голів.
У складі збірної був учасником чемпіонату Європи 2000 року у Бельгії та Нідерландах, чемпіонату світу 2002 року в Японії і Південній Кореї.

## Титули і досягнення
- Чемпіон Югославії (2):

«Црвена Звезда»: 2000, 2001
- Володар Кубка Югославії (3):

«Црвена Звезда»: 1999, 2000, 2002
- Переможець Кубка Інтертото (1):

«Лілль»: 2004
- Чемпіон Саудівської Аравії (1):

«Аль-Іттіхад»: 2007
- Володар Кубка Австрії (1):

«Аустрія» (Відень): 2009